# Петре Бакевски
Петре Бакевски (на македонска литературна норма: Петре Бакевски) е поет, разказвач, публицист и театрален критик от Република Македония.

## Биография
Роден е в 1947 година в Охрид, тогава в Югославия. Работи като журналист и театрален критик. Редактор е на културната рубрика на вестник „Вечер“. Бил е директор и главен редактор на книгоиздателство „Детска радост“ при НИП „Нова Македония“. Бил е председател на Съвета на Стружките вечери на поезията. Член е на Дружеството на писателите на Македония от 1974 година.
След дълго боледуване почива в Скопие на 25 август 2011 на 64-годишна възраст.

## Награди
Носител е на наградите „13 ноември“, „Братя Миладиновци“, „Кочо Рацин“.